# Хогенберг, Франц
Франц Хогенберг (нидерл. Frans Hogenberg; 1535, Мехелен — 1590, Кёльн) — фламандский график, гравёр и картограф.

## Жизнь и творчество
Хогенберг был одним из троих детей Иоганна Николауса Хогенберга (1500—1539) и его супруги Иоганны Ферстратен (ум. 1559). Ещё в Мехелене Франц женился на Катрине ван Бёнен, от которой у него было двое детей. В 1564 году Хогенберг был вынужден в результате религиозных преследований бежать из Нидерландов в Кёльн. Здесь он вступает в брак вторично (в гражданский), с Агнессой Ломар, от которой имел пять или шесть детей. В 1568 году художник жил и работал в Антверпене. Вместе с супругой Хогенберг в 1579 году в Кёльне он был арестован за участие в тайном собрании верующих-реформатов. Тем не менее художник после освобождения не покинул Кёльн навсегда, хотя в 1570—1585 неоднократно выезжал в Лондон, а в 1586 году жил в Гамбурге.
В 1570 году фламандский географ Абрахам Ортелиус издаёт свой знаменитых труд и атлас Theatrum Orbis Terrarum (Описание и чертежи наиболее знаменитых городов мира), первый атлас мира, отвечавший требованиям науки. Особый интерес к изданию вызывали приложенные подробные карты. Издание Civitates Orbis Terrarum включило в себя более 600 городских видов и карт, общим объёмом в 1 600 страниц формата 280×410 mm. Civitates Orbis Terrarum состоял из 6 томов, вышедших в свет в период между 1572 и 1618 годами, в которых были сведения и карты всех крупных городов Европы, Азии, Африки и Америки. Издателем выступил теолог Георг Браун (1541—1622).
Франц Хогенберг был автором графических работ, гравюр видов городов и карт первых четырёх томов этого огромного произведения. Ранее он уже чертил карты по заказу А. Ортелиуса. В связи с разрушениями в городах Европы, произошедшими в период Тридцатилетней войны и последующих их перестроек в стиле барокко — гравюры Хогенберга являются бесценным источником информации о городской застройке в средневековой Европе.

## Галерея

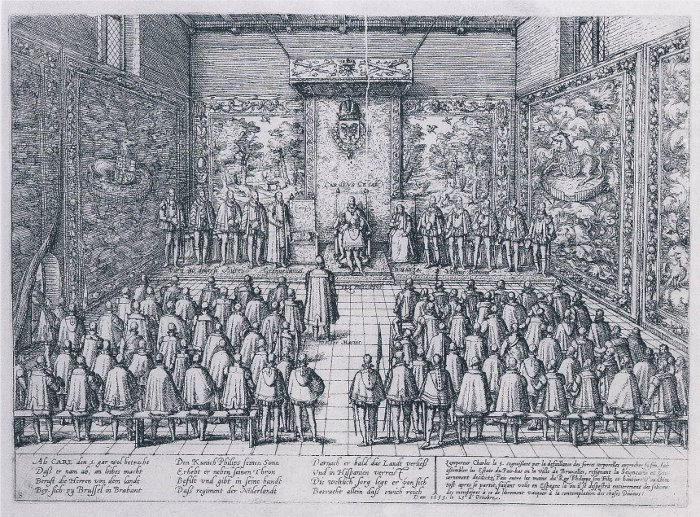
Коронация императора Карла V (1520)
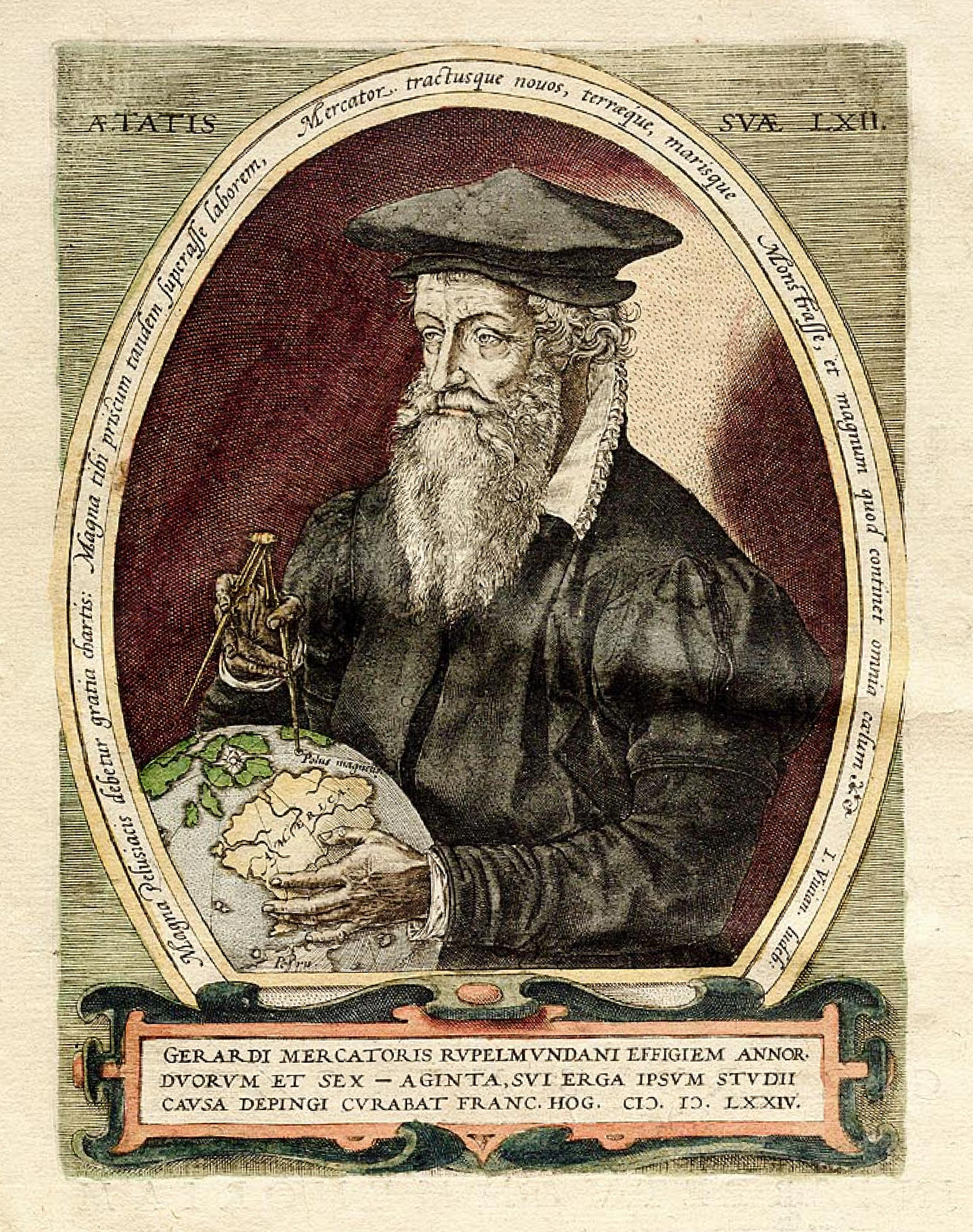
Портрет Герарда Меркатора
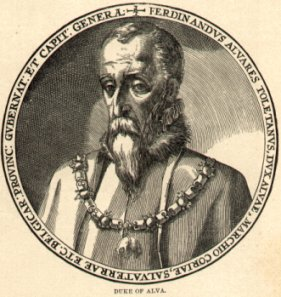
Портрет герцога Альба
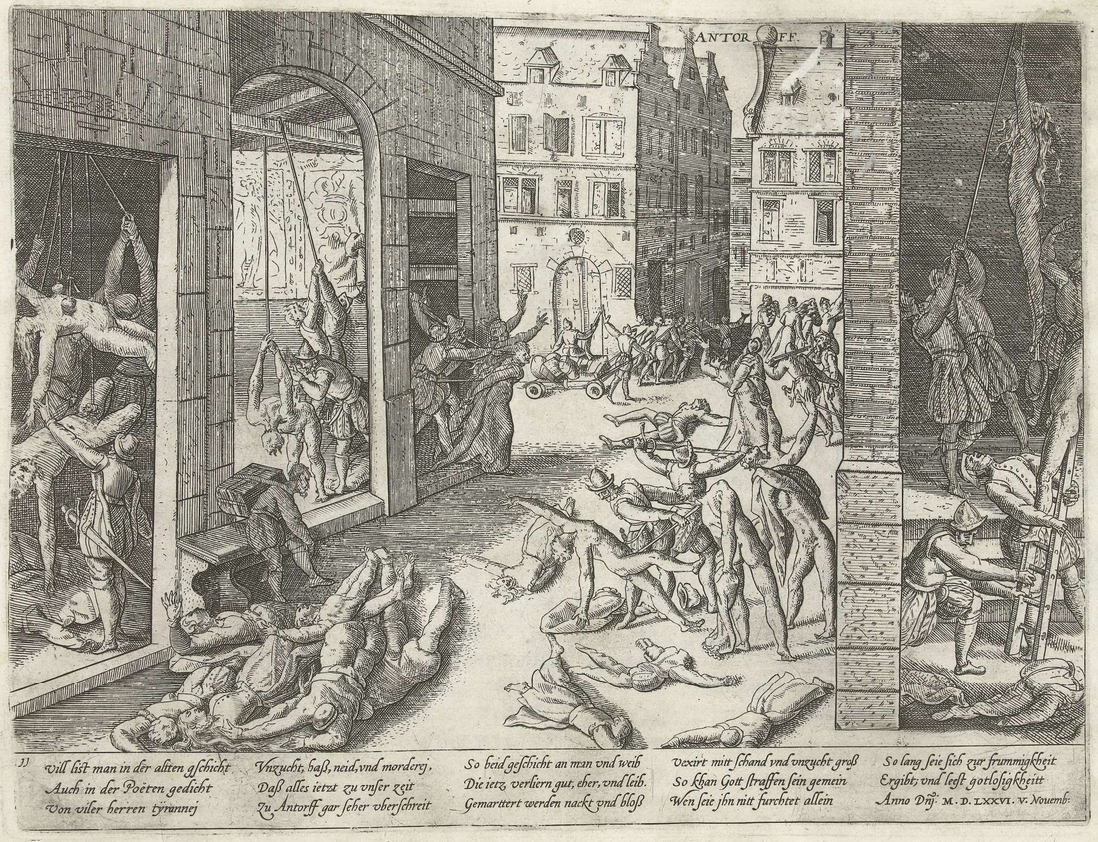
«Испанская ярость» в Антверпене (1576)
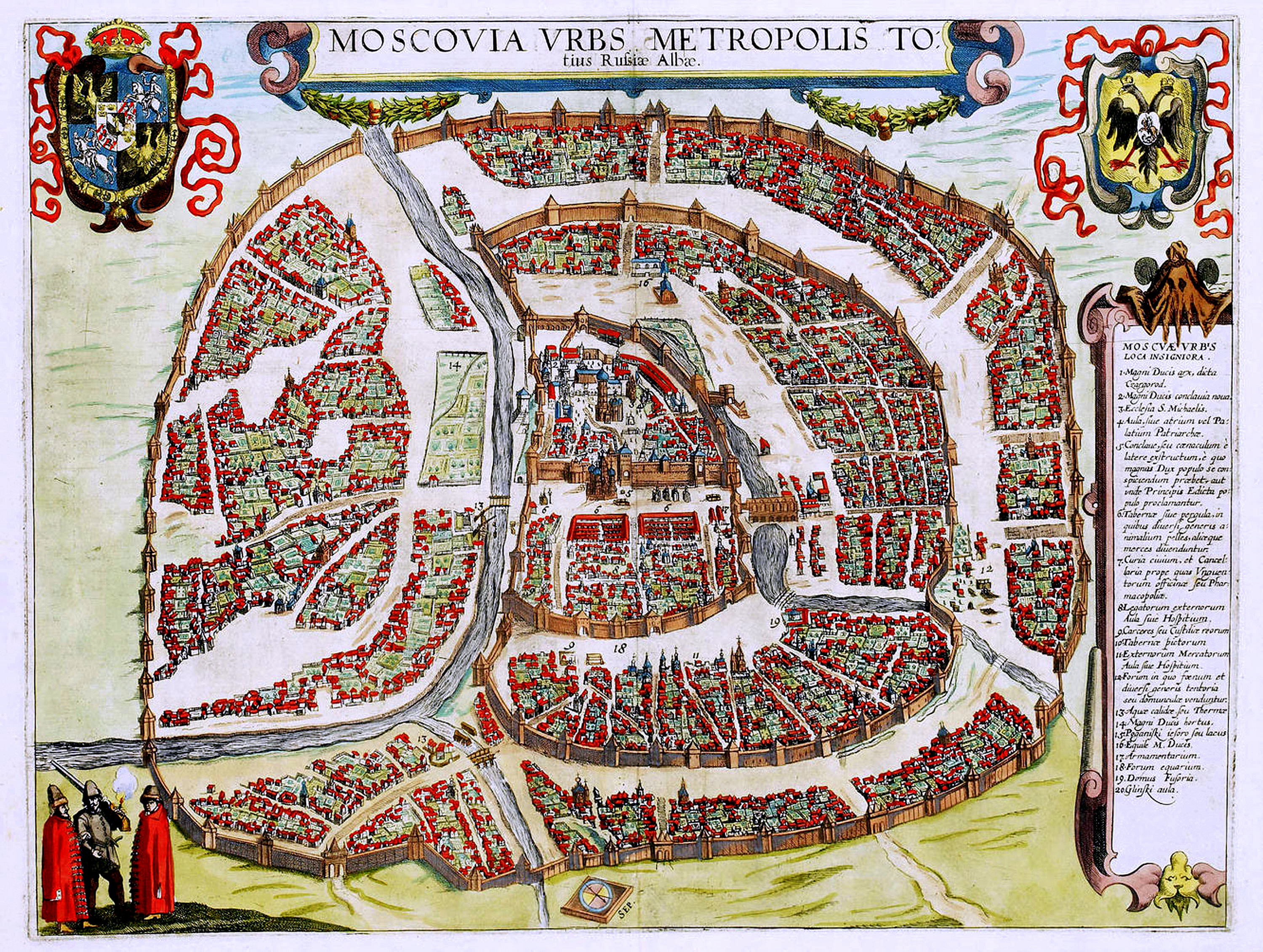
План-карта Москвы
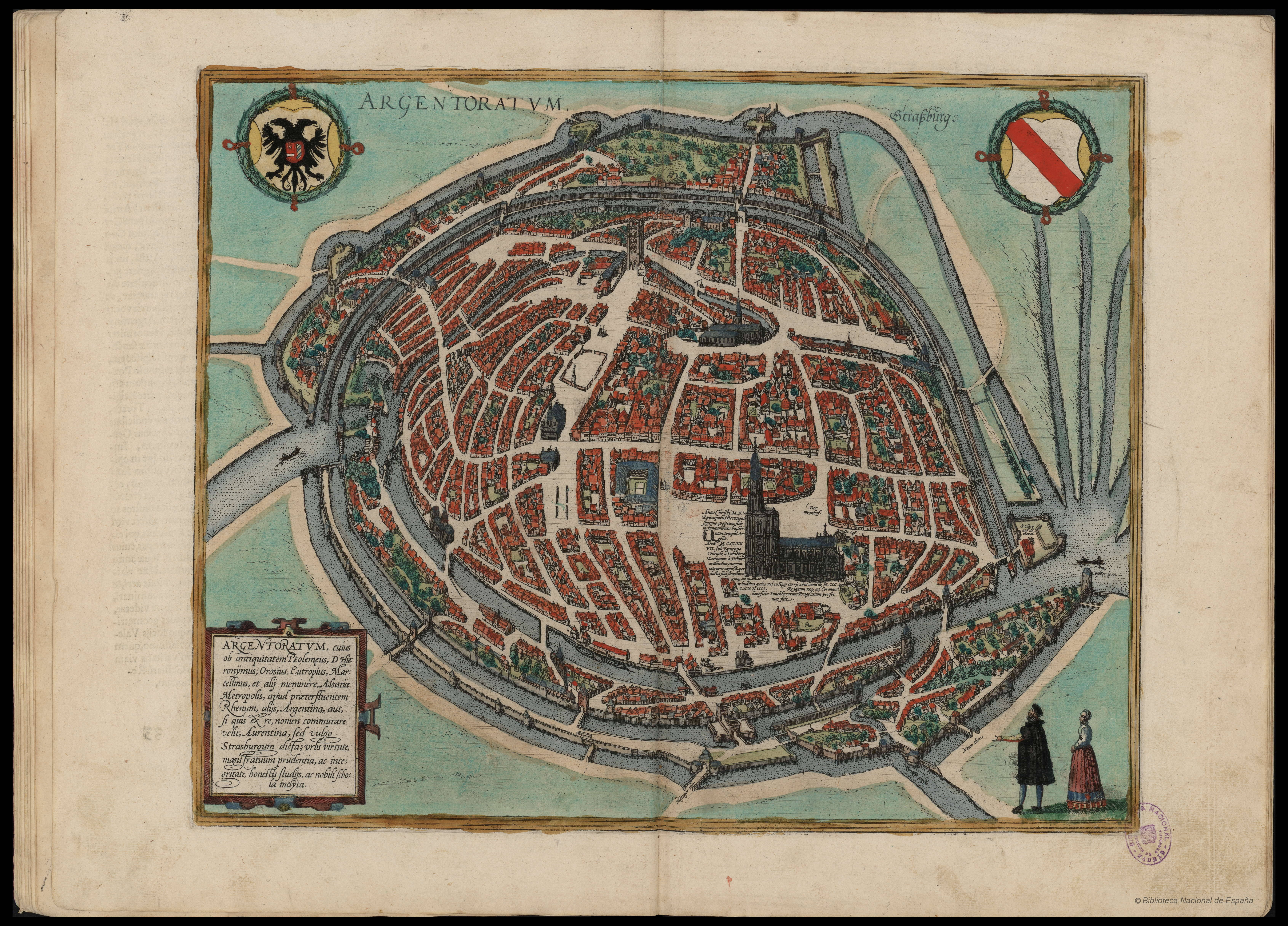
План-карта Страсбурга
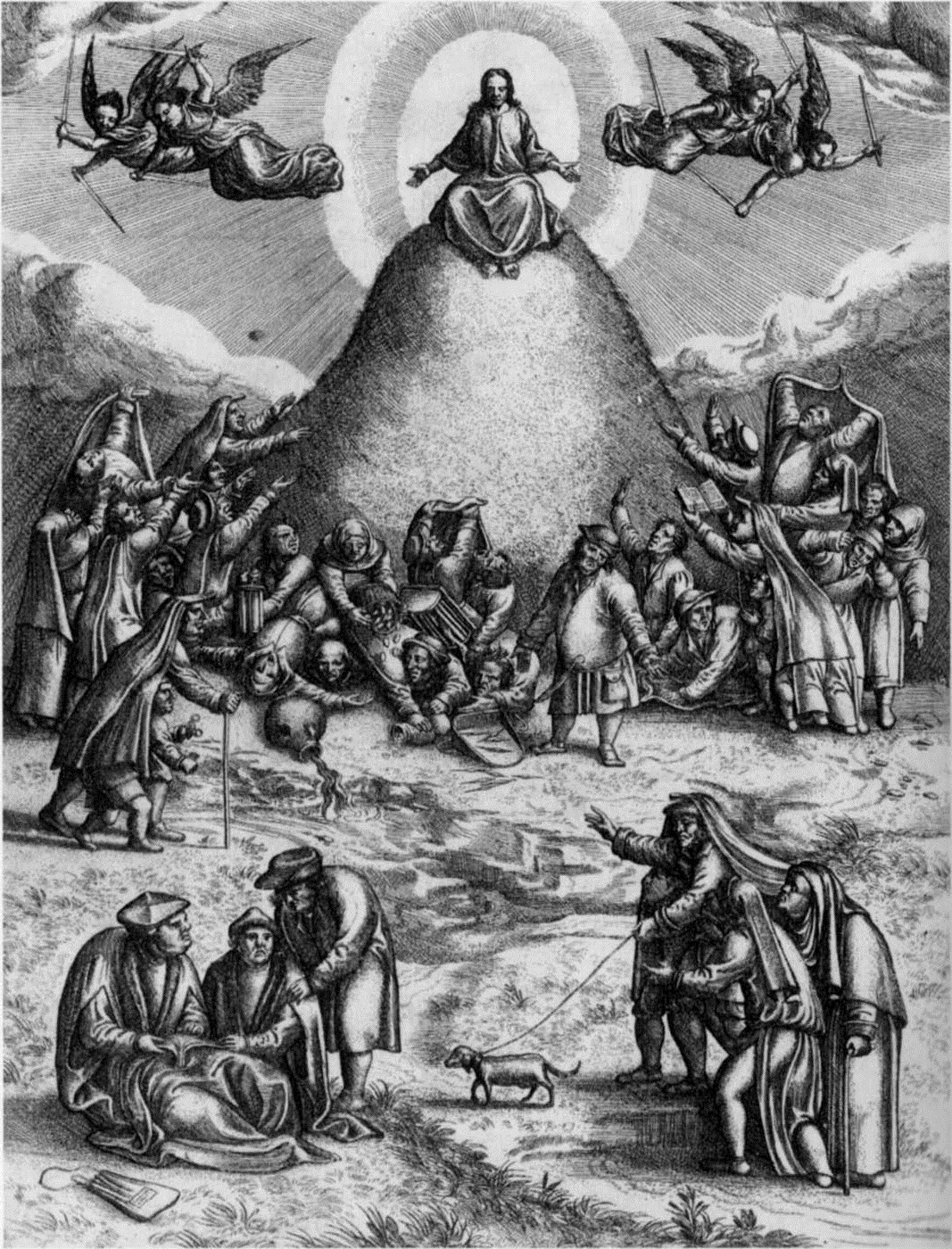
Христос, сидящий на стоге сена